# Forte Rodd

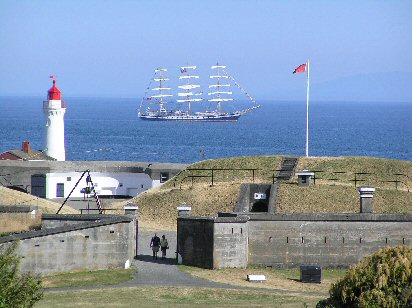
Forte Rodd, Canadá: ao fundo o navio russo "Pallada".

O Forte Rodd localiza-se em Victoria, na Colúmbia Britânica, no Canadá. 
Trata-se de um forte costeiro, e seu sítio é adjacente ao Farol de Fisgard, o primeiro na costa oeste do país. Tanto o forte como o farol são operados e apresentados ao público pela "Parks Canada". Encontram-se abertos diariamente, à excepção do dia de Natal.